# Христианство в США
Христианство в США — крупнейшая религия в стране.
По данным исследовательского центра Pew Research Center в 2010 году в США проживало 246,79 млн христиан, которые составляли 79,5 % населения этой страны. Энциклопедия «Религии мира» Дж. Г. Мелтона оценивает долю христиан в 2010 году в 81,8 % (257,3 млн).
Крупнейшим направлением христианства в стране является протестантизм. В 2000 году в США действовало 548 тыс. христианских церквей и мест богослужения, принадлежащих 3514 различным христианским деноминациям.

## Маргинальное христианство
В 2019 году в США был основан Союз Харизматических Православных Церквей.

## Социологические исследования
Согласно исследованию, проведённому компанией Pew Research Center в 2010 году, только половина христиан США верят в возвращение Христа на Землю в ближайшие сорок лет.